# Anomalon cuetoi
Anomalon cuetoi là một loài tò vò trong họ Ichneumonidae.